# Norsknoppa
Norsknoppa (Gnaphalium norvegicum) är en ört i familjen korgblommiga växter. Norsknoppa blir upp till 30 centimeter hög och växer främst i fjälltrakter. Den förekommer i nästan hela den skandinaviska fjällkedjan, på Island, i Skottland och i vissa av övriga Europas bergstrakter.
Norsknoppan är närbesläktad med skogsnoppa och norsknoppa har i tidiga botaniska verk betraktats som en variant av skogsnoppa. Carl von Linné angav bland annat 1755 endast två arter av noppor, skogsnoppa och sumpnoppa. En norsk biskop, Johan Ernst Gunnerus, som även bedrev studier inom botanik, noterade dock 1772 att det fanns vissa genomgående skillnader mellan norsknoppa och skogsnoppa, som att norsknoppan har bredare blad och en kortare och tätare blomställning än skogsnoppan och att antalet bladnerver på de nedersta bladen är olika (skogsnoppan har en nerv och norsknoppan har tre nerver). Norsknoppans blad är även mer gråfilthåriga på ovansidan.

## Etymologi
Norsknoppan har fått sitt artepitet, norvegicum, efter Norge, då de första beskrivningarna av hur norsknoppan skiljer sig från skogsnoppan berörde norska noppor. Ett annat namn för norsknoppan är nordnoppa.